# 兩棲貨物運輸艦
兩棲貨船是美國海軍專為支援兩棲作戰而設計的艦艇，用以運載部隊、重型裝備與補給物資，並於作戰期間提供艦砲火力支援。1943年至1945年間共建造了108艘此類艦艇，平均每八天建成一艘。此後另有六艘設計改良的新型艦艇建成。該類艦艇原名為攻擊貨船（Attack Cargo Ship），艦種代號為AKA。自1969年起更名為兩棲貨船（Amphibious Cargo Ship），代號改為LKA。

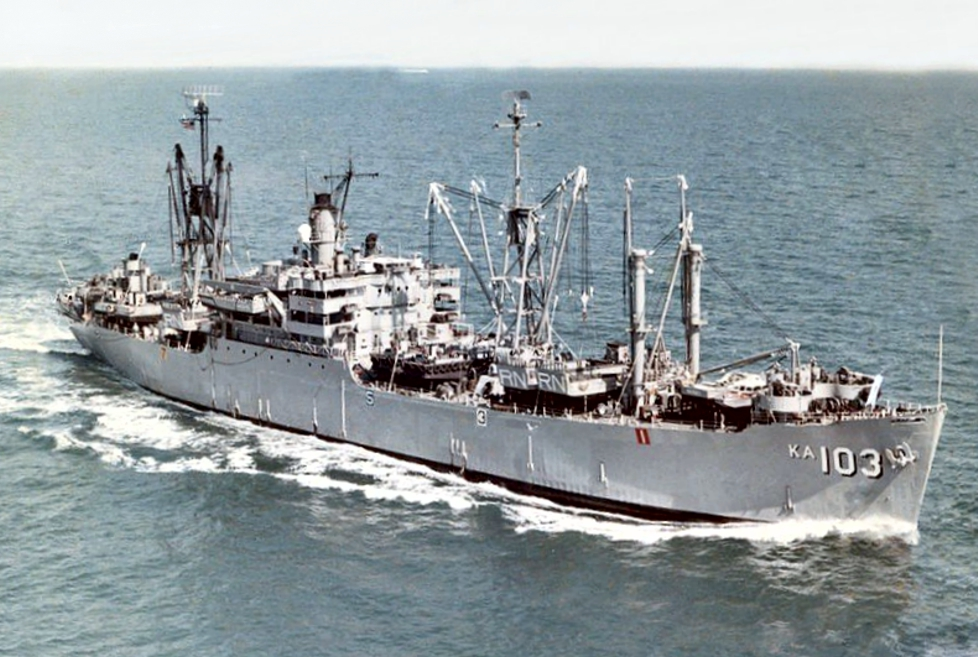
攻擊貨船 USS Rankin（AKA-103 / LKA-103）

與其他貨船相比，此類艦艇能搭載登陸艇、航速更快、武裝更強，並配有更大的艙口與吊桿。其艙間依據戰鬥裝載原則設計，即優先需要上岸的物資放置於上層，後續所需者則置於下層。由於需進入前線作戰區域，這類艦艇裝備有戰鬥情報中心及大量通訊設備，這些都是其他貨船所不具備的。

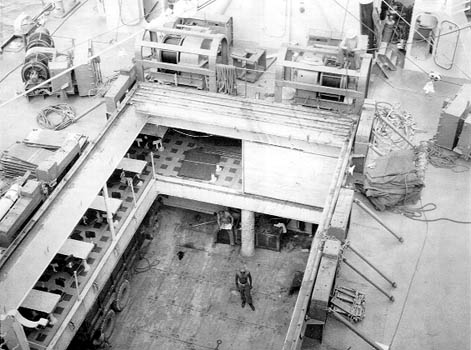
USS Rankin的艙間。上層為主甲板，可見貨物起重絞機；下層為戰鬥裝載用的貨物平台；中間為艦員用餐的餐廳甲板。

隨著第二次世界大戰中兩棲作戰的重要性日增，作戰規劃者認識到需設計一種特殊貨船，能同時運載貨物、機械化登陸艇（LCM）與小型登陸艇（LCVP），並配有火砲支援防空與對岸轟炸。自1943年初開始，首批16艘美軍攻擊貨船由原貨船（AK）改裝而成。戰爭期間共建造108艘，多數由非軍用艦體改裝或直接以民用設計開工建造。
攻擊貨船在太平洋戰爭中扮演重要角色，曾多次遭遇神風特攻隊與其他飛機攻擊，亦有艦艇被魚雷命中，但無一艘被擊沉或完全摧毀。1945年9月2日於東京灣降伏儀式現場，共有九艘AKA艦參與。
戰後，多艘AKA艦封存於國防後備艦隊，另有部分改作海洋調查、海底電纜鋪設、艦艇修理等用途。
朝鮮戰爭期間，有若干艘封存艦重新服役，並有數艘持續服役至越南戰爭。
1954年至1969年間另建造六艘速度更快、裝載能力更強、裝卸效率更高的改良型艦艇，包括圖萊爾號（APA/LKA-112）與查爾斯頓級兩棲貨船。
1969年，美國海軍將所有仍服役中的攻擊貨船AKA改編為兩棲貨船LKA。同時，其他多種兩棲艦種的艦種代號也自"A"改為"L"，例如攻擊運兵艦APA改為LPA。
1960年代，美國與英國皇家海軍皆發展出兩棲船塢運輸艦，逐步取代傳統兩棲貨船的功能，最終全面接替。美國海軍最後一艘兩棲貨船為艾爾帕索號（LKA-117），已於1994年4月退役。

## 艦級
- C1型船
  - “Fomalhaut”号AKA-5 (3)
- C2型船
  - “Alhena”号AKA-9 (3)
  - 11艘Arcturusattack cargo ship級（AKA-1至AKA-14）
  - 32艘Tollandattack cargo ship級（AKA-64至AKA-108）
  - 30艘Andromedaattack cargo ship級（AKA-15至AKA-100）
- C3型船
  - “Almaack”号AKA-10 (3)
- S4型船
  - 32艘Artemisattack cargo ship級（AKA-21至AKA-52）
- C4型船
  - “Tulare”号AKA-112 (3)
- 5查爾斯頓級兩棲貨物運輸艦(LKA-113～LKA-117）